# Danilo Maldonado

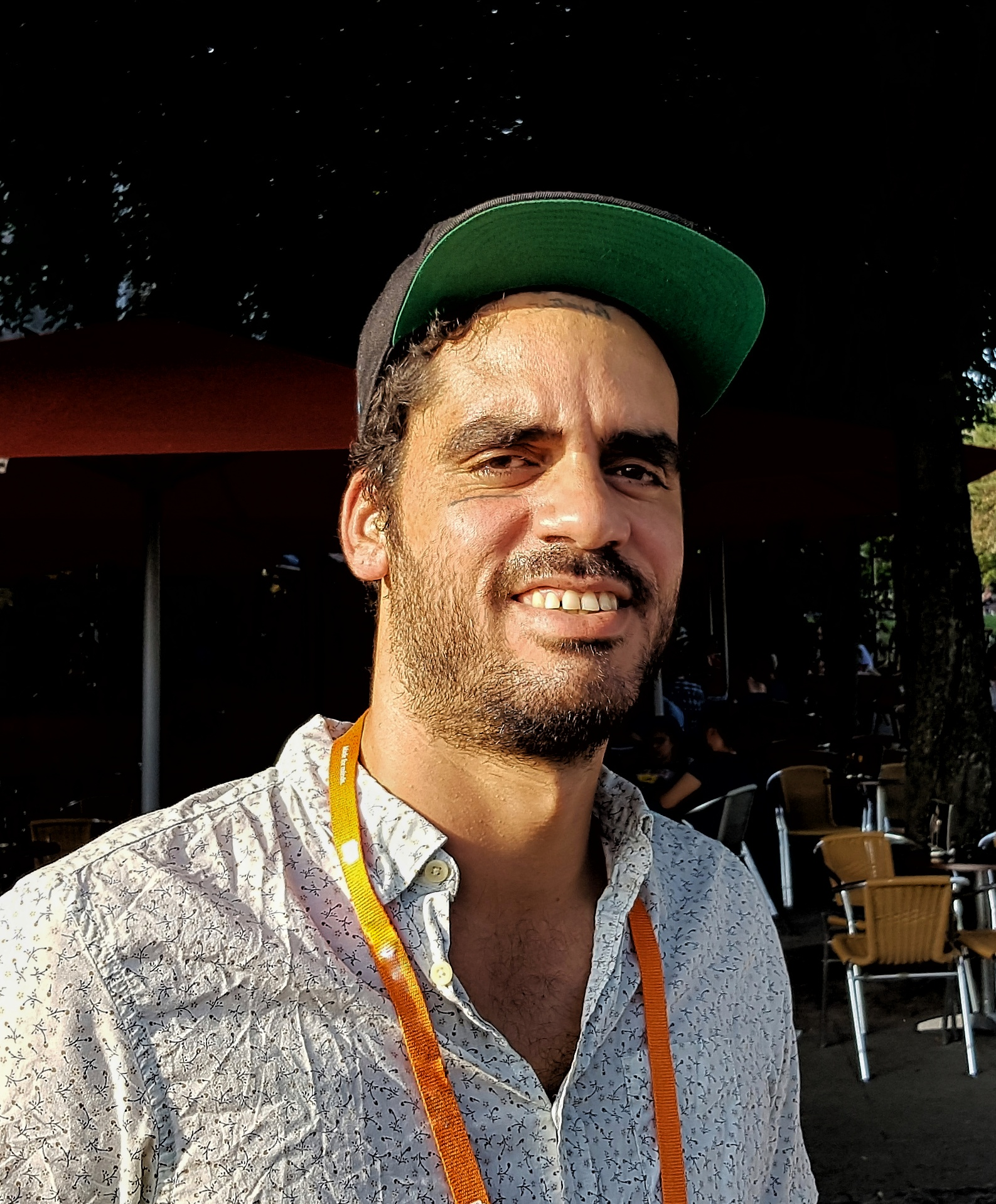
"El Sexto" Danilo Maldonado (2017)

Danilo Maldonado Machado, Künstlername: El Sexto (der Sechste), (* 1. April 1983 in Nuevitas) ist ein kubanischer Graffiti-Künstler und oppositioneller Aktivist. Sein Künstlername ist eine Anspielung auf die Miami Five, eine Gruppe von fünf Kubanern, die in den USA wegen Spionage zu langjährigen Haftstrafen verurteilt wurden und in Kuba als Helden gehandelt werden. Sich selbst bezeichnet er demnach als „der sechste Held“.  Mehrfach wurde er wegen seiner künstlerischen und oppositionellen Aktivitäten verhaftet. Davon zweimal für mehrere Monate.

## Leben und Wirken
Danilo Maldonado wuchs in einer armen Gegend nahe Camagüey auf. Seine ersten Projekte begannen 2011, als er baufällige Mauern in Kubas Hauptstadt Havanna mit Botschaften wie „Frieden, Liebe, ohne Angst“ besprühte.
2012 begann er damit, Flyer auszugeben, wo vorne das Wort „Miedo“ (Angst) stand. Auf der Rückseite war zu lesen: „Angst ist was, was du dir einbildest. Überwinde deine Angst und zerreiße sie jetzt. Das Leben wartet nicht.“ Einem anderen Flyer musste man zu einem Papierflugzeug falten.  Darauf war dann oben zu lesen: „Libertad“(Freiheit). Dies erklärte er mit den Worten: „Aber wie die Kubaner fliegt dieses Flugzeug nicht sehr weit.“
Größere internationale Aufmerksamkeit erreichte eine Aktion im Dezember 2014. Damals bemalte er zwei Schweine mit den Namen Fidel und Raúl. Dies war eine Anspielung auf Orwells Werk Farm der Tiere, wo die Schweine die diktatorischen Herrscher darstellen. Dafür verbrachte er zehn Monate in Haft. Amnesty International erklärte ihn zum gewaltlosen politischen Gefangenen. Während der Haft trar er für drei Wochen in den Hungerstreik. Ulla Schmidt, damals Bundestagsvizepräsidentin, erklärte ihn zu ihrem „politischem Patenkind“.  Nach zehn Monaten im Gefängnis ohne Anklage kam er wieder frei. Kurz danach erhielt er den Vaclav-Havel-Preis für kreative Dissidenten.
Die zweite mehrmonatige Haft bescherte ihm eine Aktion nach dem Tod von Fidel Castro. Am 26. Dezember 2016, dem Tag nach Fidels Tod, schrieb er an die Außenwand des Hotels Habana Libre die Worte „Se fue“ (Er ist weg) schrieb. Noch in der gleichen Nacht wurde er verhaftet und verbrachte weitere zwei Monate ohne Anklage im Gefängnis, obwohl laut kubanischem Strafrecht für solche Art Vandalismus lediglich eine Geldstrafe droht. Der oppositionelle Punkmusiker Gorki Aguila unterstützte El Sexto. Eine Menschenrechtsorganisation in den USA engagierte die bekannte Anwältin Kimberley Motley zu seiner Verteidigung, obwohl in Kuba keine unabhängigen Rechtsbeistände zugelassen sind. Diese wurde vor einer geplanten improvisierten Pressekonferenz in Havanna festgenommen, verhört und kurze Zeit später abgeschoben. Wiederholt setzten sich internationale Menschenrechtsorganisationen wie Human Rights Watch oder Amnesty für seine Freilassung ein. Seine Mutter berichtet von physischer Misshandlung in Form von Schlägen bei seiner Verhaftung.
Unter den Kubaner gilt Maldonado als nicht unumstritten. Er pflegt gute Beziehungen zur kubanischen Exilgemeinde in Miami. Ihm wird vorgeworfen, seine Kunst diene hauptsächlich seiner Selbstdarstellung und der Provokation. Letzterem stimmt auch El Sexto zu. Für ihn ist es Teil der Performance, wenn das Regime allergisch und mit diktatorischen Methoden auf seine Aktionen reagiert.